# Ramiro I de Aragón
Ramiro I de Aragón (ca. 1006/7-8 de mayo de 1063) es tradicionalmente considerado el primer rey de Aragón (1035-1063), si bien se debate si usó en vida este título. A su reducido territorio original de Aragón pronto añadió los territorios de Sobrarbe y Ribagorza por muerte de su medio hermano Gonzalo en 1045 (aunque de iure correspondían a su hermano mayor García), intitulándose rey de Aragón, Sobrarbe y Ribagorza, y unificando así los tres condados pirenaicos que iban a conformar el nuevo reino.
Hijo de Sancho el Mayor de Pamplona y de Sancha de Aibar, contrajo matrimonio con Ermesinda de Aragón, una hija del conde Bernardo Roger de Foix, con lo que inició una tradición de alianza entre el reino aragonés y el condado ultrapirenaico de Foix, que se prolongaría por varios siglos. Estableció también alianzas con el condado de Urgel, casando a su primogénito Sancho Ramírez con una hija de Armengol III de Urgel (a quien además dio en matrimonio a su hija Sancha) para así oponerse a las ansias expansionistas del conde de Barcelona Ramón Berenguer I por la zona del Cinca medio.
Conquistó, aliado con Arnal Mir de Tost y Armengol III, conde de Urgel, los castillos de Laguarres, Lascuarre, Falces, Viacamp y Benabarre. Intentó tomar la poderosa fortaleza de Graus al rey de Zaragoza Al-Muqtadir —quien contó con la ayuda de la mesnada del aún infante Sancho II de Castilla, en cuyo ejército figuraba el Cid, aún joven, con alrededor de catorce años—; pero Ramiro murió en el transcurso de esta operación bélica, seguramente a manos de un experto soldado de Al-Muqtadir.
Instituyó un «obispo de Aragón» con sede en San Adrián de Sásabe. Su hijo Sancho Ramírez convertiría posteriormente la entonces aldea de Jaca en una ciudad, para ser la capital del reino y albergar la sede episcopal aragonesa.

## Biografía
Hijo natural de Sancho el Mayor, rey de Pamplona, y una joven llamada Sancha de Aibar o Aybar, de la nobleza de las tierras de Aibar.

Representación heráldica de la Cruz de Íñigo Arista, una cruz patada apuntada en su brazo inferior cuando es de plata y figura sobre un franco-cuartel, sobre campo de azur. Aparece por primera vez en el, cuando la adopta Pedro IV el Ceremonioso como «armas antiguas de Aragón».

Después de la muerte de Sancho el Mayor, heredó el trono su hijo primogénito legítimo García Sánchez III el de Nájera, que gobernaba en todo el territorio paterno. A su hermano Ramiro se le había adjudicado la honor del espacio aragonés, y se proclamó baile en las tierras del Aragón que había recibido de su padre con trono en Jaca. 
Ramiro deseaba apoderarse de las tierras de García, lo que desencadenó la guerra entre los dos, probablemente en la primavera o el verano del 1043. Contó con la colaboración del emir de la taifa de Zaragoza. Muy pronto los hermanos disputaron la batalla de Tafalla, que perdió Ramiro. Este se refugió entonces en Sobrarbe y Ribagorza, territorios que había ocupado al fallecer otro de sus hermanos, Gonzalo. Según los documentos que se conservan, parece que Ramiro permaneció en esta región en 1043 y 1044. Entre junio y noviembre de ese año, se cree que García y Ramiro se reconciliaron, quizá merced a la mediación de su otro hermano, Fernando; los tres aparecen en un documento firmado en Nájera a principios de noviembre. La reconciliación supuso la ruptura de la liga entre Ramiro y los Banu Hud zaragozanos, y la devolución por parte de García de las tierras aragonesas que le habían arrebatado tras vencerlo en Tafalla. Parece que así recobró todos los territorios que su padre le había entregado, pues en el 1049 afirmaba reinar desde Vadoluengo (término de Sangüesa) hasta Ribagorza.
Ramiro había sido el primer varón nacido de Sancho el Mayor pero era un hijo natural, fuera del matrimonio legítimo, con lo que quedó apartado de la primogenitura. Sin embargo nunca se consideró hijo bastardo, pues toda la documentación de la época se refiere a él como regulus, el mismo tratamiento que recibieron sus hermanos menores, y creció en la corte con su madre Sancha, tutora de Sancho III durante su minoría de edad entre 1004 y 1011, periodo en el que fue concebido Ramiro.
En su documentación auténtica el monarca aragonés se tituló como Ramiro, hijo del rey Sancho, sin usar el título de rey, pero no se consideró carente de legitimidad regia y actuó en todo momento ejerciendo a todos los efectos la potestas regia. En cualquier caso, recibió la fidelidad de los condes, barones y señores aragoneses en los que apoyó su autoridad. Aunque él mismo no se tituló rey, sí lo hicieron sus coetáneos, en documentos tanto aragoneses como navarros y castellanos. Aparece en ellos citado como rex Ranimirus, Ranimiri regis o meo regi entre otras expresiones. Así fue considerado por sus vasallos, reyes contemporáneos a Ramiro I y notarios. Los reyes de Pamplona García Sánchez III y Sancho Garcés IV el de Peñalén también le otorgarán el título de rey. Del mismo modo lo considerará su hijo y heredero Sancho Ramírez, al roborar como ego Sancius Raminiro regis filio 'yo Sancho hijo del rey Ramiro'.
Sentó las bases del que sería el Reino de Aragón garantizando la sucesión de su linaje al casar con Ermesinda, hija de Bernardo Roger, conde de Foix-Bigorra, en 1036, con la que tuvo a Sancho Ramírez, a García Ramírez (que posteriormente sería obispo de Jaca) y tres hijas más, Sancha, Urraca y Teresa. Con ello la continuidad dinástica estaba garantizada.
Con el tiempo fue rodeándose de nobles de su confianza, a los que asignó tenencias en castillos estratégicos. Reafirmó, además, la figura del obispo de Aragón —aragonensis episcopus—, al que otorgó un monasterio, San Adrián de Sásabe y un cuantioso patrimonio, para ganarse el favor de la prelatura en su tarea de consolidación del poder.

Signum regis de Ramiro I.
El signum regis era la firma que identificaba al rey en los documentos y remitía a la Cruz de los ejércitos empleada por las tropas cristianas en la batalla hasta el. Posteriormente, Pedro IV el Ceremonioso lo identificó en el como la Cruz de Íñigo Arista y le atribuyó el carácter heráldico de antiguas armas de Aragón.

Tras hacerse con el control a partir de 1043 de los condados de Sobrarbe y Ribagorza a la muerte de su hermano Gonzalo, que nunca habitó en aquellos territorios, tuvo que entrar en pugna por los ricos territorios musulmanes a los que se accedía a través de la vía natural de la cuenca del Cinca. Las sustanciosas parias que pagaba el rey taifa de Saraqusta para evitar el ataque cristiano se las disputaban además de Aragón, el conde de Urgel, el de Pallars y el conde de Barcelona Ramón Berenguer I.
Entre el 1056 y el 1058, probablemente en octubre del 1057, firmó una alianza con su sobrino Sancho Garcés IV de Pamplona mediante la cual se sometía al vasallaje de este a cambio de recibir la villa de Undués de Lerda y el castillo de Sangüesa; la liga se hizo probablemente para contrarrestar el poderío de Fernando I de León.
Para frenar el empuje de Ramón Berenguer de Barcelona, Ramiro I acordó un doble matrimonio de su hija Sancha con Armengol III de Urgel, y de Isabel, hija del conde urgelino, con su propio hijo primogénito Sancho Ramírez, el heredero al trono de Aragón. De este modo el Condado de Urgel y el Reino de Aragón establecen una sólida alianza, y la unión de sus fuerzas permitió a Ramiro conquistar los castillos de Laguarres, Lascuarre, Capella, Caserras del Castillo, Fals, Luzás, Viacamp y Benabarre, con lo que impedía a Ramón Berenguer I —que había comprado castillos en la zona, en tierras que los condes catalanes reconocieron pertenecer al condado de Ribagorza como parte del reino de Aragón— el acceso al Cinca. La tenencia de Benabarre fue entregada al vizconde de Tost Arnal Mir, quien también se había convertido en aliado del rey aragonés.
Estos avances le hicieron concebir la idea de dar el asalto a la poderosa fortaleza de Graus, que el rey de Zaragoza Al-Muqtadir fue a defender en persona al frente de un ejército que incluía un contingente de tropas castellanas al mando de Sancho, el futuro Sancho II de Castilla, que pudo contar en su mesnada con el joven caballero Rodrigo Díaz, conocido posteriormente como «El Cid». Los castellanos socorrían al emir zaragozano en virtud del vasallaje que este había prestado al rey leonés. Al-Muqtadir primeramente perdió las plazas de Torreciudad y Fantova, al norte de Barbastro, y la balanza parecía inclinarse del bando cristiano, pero finalmente consiguió rechazar a los aragoneses que perdieron en esta batalla a su rey, al parecer asesinado por un soldado árabe, llamado Sadaro o Sadada, que hablaba romance y que, acercándose al real de Ramiro I disfrazado de cristiano, le clavó una lanza en la frente. Murió ante las puertas de Graus el 8 de mayo de 1063. Sus restos se encuentran enterrados en el monasterio de San Juan de la Peña.
Nuevas investigaciones forenses arrojan luz sobre su muerte: el análisis de sus huesos permiten deducir que la lanza atravesó su abdomen, hasta llegar a la cuarta vértebra lumbar.
Pese a la muerte de Ramiro I, su sucesor Sancho Ramírez y Armengol III de Urgel continuaron con un proyecto emprendido por el difunto rey y que contó con el apoyo del papa, que convocó a tropas francesas para emprender la cruzada de Barbastro que acabó con éxito en 1064. La importante ciudad musulmana pasó a formar parte del Reino de Aragón y su gobierno fue confiado como tenencia a Armengol III. Pero la permanencia en poder cristiano fue efímera, pues un año después sería reconquistada por la taifa de Zaragoza. En 1065 murió el conde de Urgel en tierras de al-Ándalus, probablemente en Monzón.

## Matrimonios y descendencia

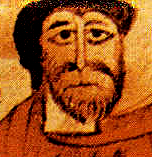
Representación de Ramiro I en la primera mitad del.

Ramiro I contrajo dos matrimonios sucesivos:
Su primer matrimonio fue con Gisberga, hija del conde Bernardo Roger de Foix, a quien entregó carta de arras el 22 de agosto de 1036. Gisberga en su bautizo pasó a llamarse Ermesinda. Falleció en 1049. De este matrimonio nacieron:
- Sancho Ramírez[20]
- Sancha de Aragón[21] (1045-entre el 5 de abril y el 16 de agosto de 1097), casada con Armengol III de Urgel, tras enviudar de ese matrimonio, tuvo un relevante papel al servicio de la política de su hermano el rey Sancho Ramírez, dirigió el monasterio de Siresa e incluso llegó a regir el obispado de Pamplona entre 1082 y 1083.[22]
- García Ramírez (hacia 1046-17 de julio de 1086), obispo de Aragón (1076-17 de julio de 1086) y de Pamplona (1076-1082).[23]
- Urraca, que fue monja en Santa Cruz de la Serós. Se ha especulado que pudo ser hija de la segunda esposa del rey Ramiro.[21]
- Teresa o Taresa,[20] casada con Guillermo Bertrand de Provenza.[c]

Con Inés de Aquitania, era hija del duque Guillermo V de Aquitania, se casó en fecha desconocida, aunque antes del 10 de octubre de 1054, fecha en la que aparecen juntos por primera vez en la documentación medieval. No se conoce descendencia de este matrimonio, aunque pudo ser la madre de la monja Urraca.
Fuera de matrimonio, y antes de contraerlo, tuvo de Amuña de Barbenuta un hijo natural:
- Sancho Ramírez[24] tenente de Benabarre, Fantova, Aibar, Javier y Ribagorza entre otros señoríos entre Navarra y Aragón.[25]

| Predecesor: Sancho Garcés III de Pamplona | Rey de Aragón 1035-1063                 | Sucesor: Sancho Ramírez                     |
| Predecesor: Gonzalo I de Ribagorza        | Conde de Sobrarbe y Ribagorza 1045-1063 | Sucesor: Ninguno (Unión al Reino de Aragón) |